# Gaby (Italie)
Pour les articles homonymes, voir Gaby.
Gaby  est une commune italienne alpine de la région Vallée d'Aoste.

## Toponymie
Selon la prononciation du patois francoprovençal local, pour le toponyme Gaby l'accent tombe sur l'avant-dernière syllabe ([ˈgabi]).
Le mot Gaby semble dériver :[Selon qui ?]
- de Gabbio, qui indiquait autrefois une propriété privée et clôturée (du latin cavea) ;
- de Gabiens, ancienne famille noble du Montferrat ;
- de Gauw, signifiant canton en alémanique.

## Géographie
Gaby se trouve dans la vallée du Lys (ou de Gressoney), la vallée du Mont-Rose, à 17 kilomètres de Pont-Saint-Martin, entre la commune d'Issime et celle de Gressoney-Saint-Jean. Le chef-lieu se trouve à 1 040 m d'altitude.
En amont du chef-lieu s'étend le vallon de Niel, avec une cascade de 28 mètres formée par le torrent du même nom, qui a représenté dans le passé la voie de passage naturelle vers le Vercellois et le Biellois.

### Cols
- Col du Lazoney
- Col de la Grande Mologne
- Col de la Petite Mologne

### Sommets

Localisation de la commune de Gaby à l'intérieur de la Vallée d'Aoste

- Mont Néry
- Pointe des Trois-Évêques
- Jumeaux de Mologne

## Histoire
Il n'existe pas de témoignages quant aux premiers habitants de Gaby. Le premier village fut sans doute Lihrla, où se trouvent les ruines d'une maison forte, utilisée comme lazaret au cours de l'épidémie de peste en 1630. Le centre de la communauté fut ensuite déplacé en localité Kiamourseyra, constituant le chef-lieu actuel.
Gaby fut un fief des Vallaise au XIVe siècle, et fut cédé ensuite à la famille noble locale des Troc-Drisquer, propriétaires de la maison forte de Palatz, remontant à 1632 selon une inscription en allemand sur une poutre du toit : « Der Hans Driszquer hat das glassen machen und der maister Hans Goyet hetz gmachet im iar MDCXXXII » (= Jean Trenta l'a fait construire et le maître Hans Goyet l'a construite l'an 1632). Il faut noter que l'actuel nom de famille gabençois Trentaz (pron. Trenta) est le résultat de la francisation de Dris(z)quer, qui renvoie à l'allemand Dreiziger (= litt. « le trentième »).
La commune de Gaby a fait partie pendant des siècles de la commune d'Issime, sous le nom d'Issime-Saint-Michel (officiel) ou Überland en allemand (ou Überlann localement, en patois walser issimois Töitschu), alors qu'Issime s'appelait Issime-Saint-Jacques. Le fief de Gaby, comprenant le vallon de Niel jusqu'au pont de Trentaz, fut cédé des nobles de Vallaise aux Troc-Drisquer.
Gaby a acquis le statut de commune autonome en 1952, quoique les deux paroisses aient été séparées déjà en 1786, par l'institution de l'église Saint-Michel Archange.

## Économie
Le territoire de Gaby est occupé pour la plupart par des forêts et des petits torrents. L'atmosphère très détendue que l'on respire dans le chef-lieu et surtout dans les hameaux, ainsi qu'un climat sec et frais ont contribué au développement du tourisme estival, et la proximité avec le domaine skiable de Weissmatten à Gressoney-Saint-Jean et celui de Monterosa Ski à Gressoney-La-Trinité, attire bien des touristes en hiver aussi.
Avec les communes de Gressoney-Saint-Jean, Gressoney-La-Trinité et Issime, Gaby fait partie de la Communauté de montagne Walser - haute vallée du Lys.

## Culture
Gaby constitue une enclave linguistique, où un parler francoprovençal s'est conservé au cours des siècles, malgré les fortes influences germaniques des deux communes limitrophes d'Issime en aval et de Gressoney-Saint-Jean en amont, qui peuvent être relevées notamment dans la toponymie (Crusmato, Niel, Halberpein, Palatz et autres), aussi bien que dans le lexique. Ce patois présente aussi des influences de la langue celtique parlée par les ancêtres des Valdôtains, les Salasses.
Cette situation remonte à l'épidémie de peste de 1637, qui décime la population de Gaby. Au cours des décennies suivantes, la population francophone de la basse vallée du Lys repeuple son territoire. Des signes de la colonisation walser sont à ce jour évidents, notamment dans l'architecture, avec de nombreux rascards, en particulier dans le haut vallon de Niel, formé par le torrent du même nom, dont une cascade mesure 28 mètres de haut, ayant constitué une importante route commerciale vers les vallées du vercellais et du biellais.

### Le costume féminin gabençois
Le costume traditionnel féminin de Gaby présente bien des analogies avec les costumes féminins savoyards, terre d'émigration des habiles maçons gabençois. Au XIXe siècle, le costume était utilisé pour le mariage, et était détruit à la mort de sa propriétaire. Beaucoup de femmes les cousaient à la main, par conséquent chaque costume était unique et présentait des caractéristiques de celle qui le portait, et marquait sa condition socio-économique. En tant que témoignage de tous les événements de la vie autrefois, les costumes typiques représentent le point de départ pour connaître les mœurs de cette communauté. Chaque femme achetait auprès des marchands ambulants et des colporteurs des rubans, des passementeries, des morceaux de soie, pour rendre son costume unique et plus beau que celui des autres. Les femmes achetaient des tissus d'importation pour leur costume, alors que les vêtements quotidiens était d'une étoffe de production locale, le drap. Les couleurs de base des costumes gabençois, le noir et le blanc, étaient embrasés par des décorations, des rubans et des dentelles multicolores.

### Le corps philharmonique «Reine Marguerite»
La fanfare municipale gabençoise a été fondée en 1922. Dédiée à la reine Marguerite de Savoie, qui se rendait très souvent dans la vallée du Lys pour ses vacances, elle a été le fruit des efforts de Thérèse Yon, maîtresse d'école primaire à Gaby, qui en 1922 encouragea 38 élèves à apprendre la musique, en engendrant ainsi une passion qui ne s'est jamais éteinte au fil des années. La reine paraît parmi les membres fondateurs. Tout au cours de son histoire, la société philharmonique a joui de l'appui fidèle et passionné de la administration municipale de Gaby, qui a toujours organisé beaucoup d'initiatives, telles que des spectacles théâtraux, des œuvres de bienfaisance, qui l'ont soutenue financièrement. Outre aux événements les plus importants dans la vie de la commune, la fanfare se produit souvent dans toute la Vallée d'Aoste et dans d'autres régions aussi, lors de rencontres, ou en concert, surtout pour la Sainte-Cécile, patronne des musiciens. Le répertoire comprend des marches traditionnelles et américaines, aussi bien que des chansons pour orchestre et des transcriptions du répertoire lyrique et symphonique.

## Monuments et lieux d'intérêt
- Le sanctuaire de Voury, le deuxième par importance de la vallée du Lys, il a toujours été un point de référence pour les gens walser. Il est dédié à la Sainte-Vierge (Notre-Dame de grâce).

## Personnalités liées à Gaby
- Jean-Joconde Stévenin - Curé, homme politique, protagoniste de l'autonomie valdôtaine et syndic d'Aoste (1865-1956).

## Événements
Sur la commune de Gaby se déroule la marche des Alpins en mémoire de Léonard Follis.

## Administration
| Période                                  | Période  | Identité           | Étiquette                  | Qualité |
| ---------------------------------------- | -------- | ------------------ | -------------------------- | ------- |
| 2008                                     | 2010     | Émile Bastrenta    | Liste unique Pour le pays  | Syndic  |
| 2010                                     | 2018     | Piergiorgio Ropele | Union valdôtaine           | Syndic  |
| 2018                                     | En cours | Francesco Valerio  | Liste civique Pour le pays | Syndic  |
| Les données manquantes sont à compléter. |          |                    |                            |         |

### Hameaux
- Hameaux : Chef-lieu, Zappegly, Pont-de-Trenta, Crusmato, Bouri, Gattinéry, Yair Desor, Tzendelabò, Serta Desor, Serta Desout, Vourry, Rubin, Zuino, Chanton Desor, Chanton Desout, Niel, Gruba ;
- Localités : Kiamourseyra, Forvuill, Zeimalavilla, Masounozi, Riciarmeira, Lihrla, Gaby Desor, Gaby Desout, Pro dou Toucco, Yair Desout, Moulin, Palatz, Halberpein.

### Communes limitrophes
Andorno Micca (BI), Brusson, Callabiana (BI), Gressoney-Saint-Jean, Issime, Piedicavallo (BI), Rassa (VC), Sagliano Micca (BI)

## Galerie de photos

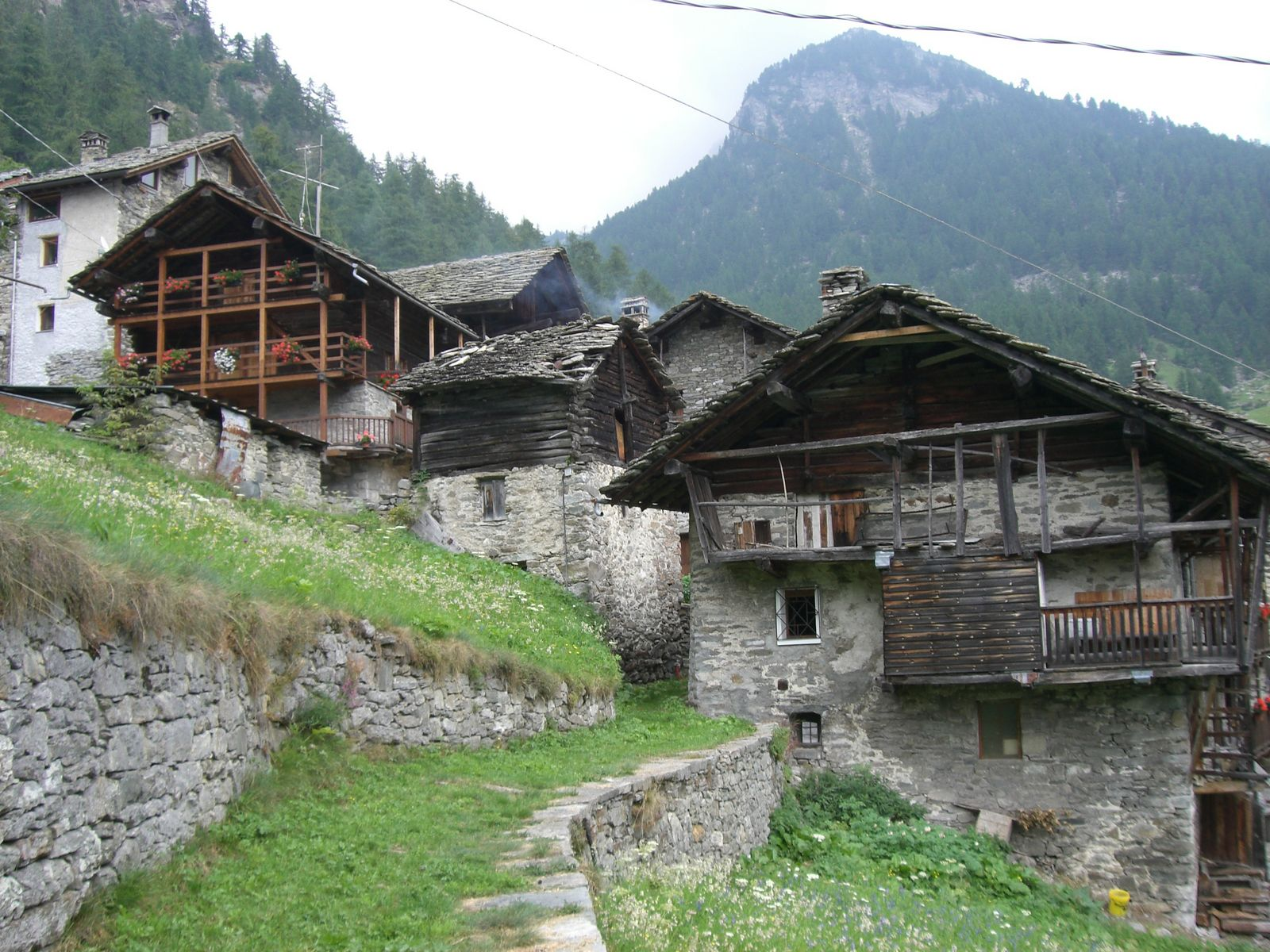
Le hameau Niel, dans le vallon du même nom en amont du chef-lieu, avec ses traditionnels Städel walser
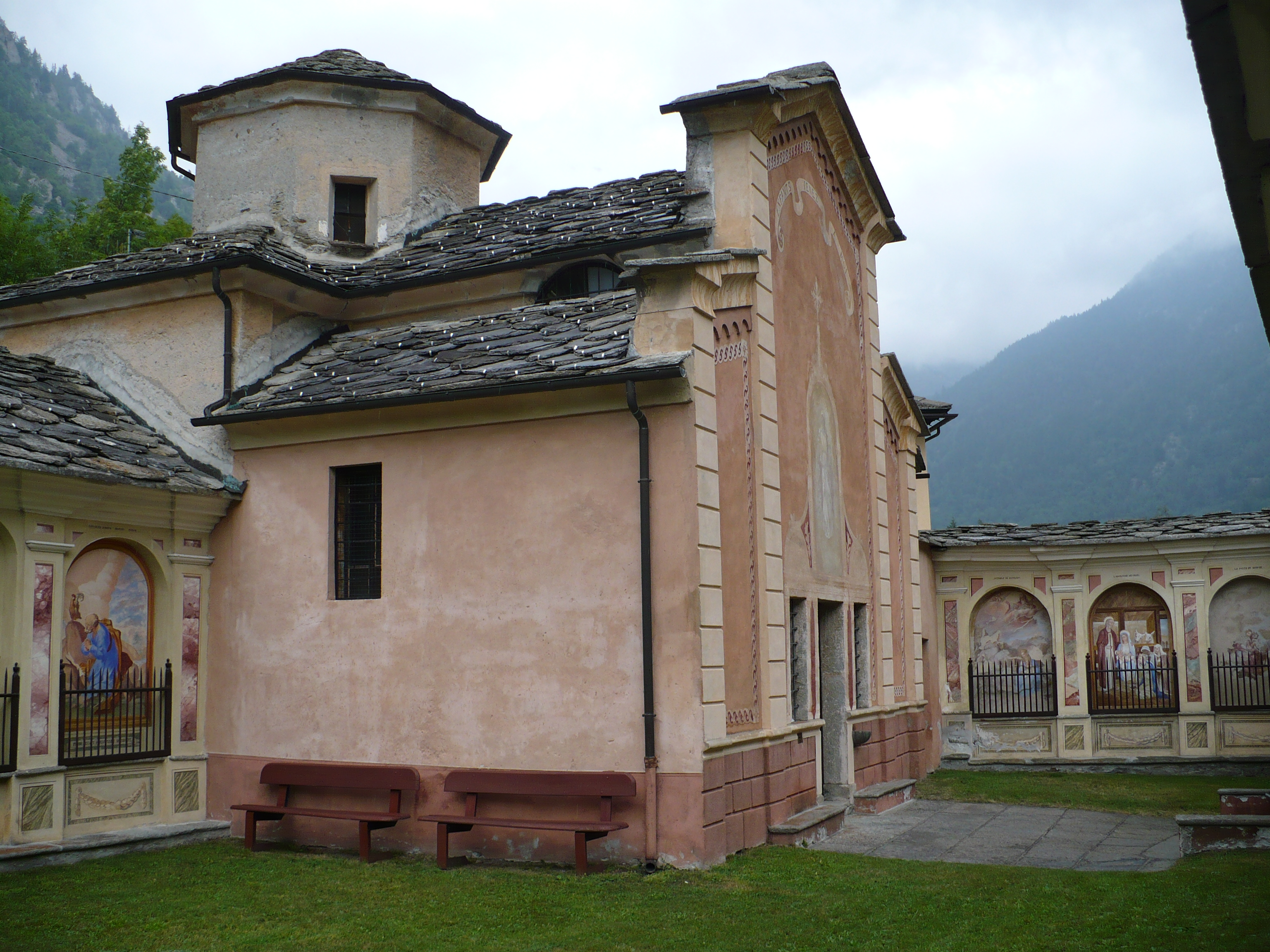
Le sanctuaire de Voury